# Ван Кэминь
Ван Кэми́нь (кит. упр. 王克敏, пиньинь Wáng Kèmǐn; 4 мая 1879 — 26 декабря 1945) — китайский политический деятель первой половины XX века.

## Биография

### Ранние годы
Ван Кэминь был уроженцем Ханчжоуской управы провинции Чжэцзян. В 1901 году он был отправлен правительством Цинской империи в Японию, где, занимая номинальный пост атташе при китайском посольстве, изучал западную экономику и бухгалтерию. После возвращения в 1907 году в Китай он стал заместителем наместника Чжили, ответственным за общение с иностранцами. После образования Китайской республики, в 1913 году Ван Кэминь был послан во Францию. По возвращении в Китай он, по распоряжению Дуань Цижуя, участвовал в создании Банка Китая, и с июля 1917 года стал его председателем. С декабря 1917 года по март 1918 года Ван Кэминь был министром финансов Бэйянского правительства. В декабре 1918 года он был единственным представителем Бэйянского правительства на переговорах с Нанкинским правительством, когда была предпринята попытка объединить Китай мирным путём.
В июле-августе 1923 года Ван Кэминь вновь стал министром финансов — на этот раз в правительстве Гао Линвэя, однако из противостояния с Фэнтяньской кликой был вынужден оставить свой пост всего через неделю. Он вновь был министром финансов с ноября 1923 по октябрь 1924 года, в правительстве Цао Куня.
Когда завершился успехом организованный Чан Кайши с целью объединения Китая Северный поход, то был выдан ордер на арест Ван Кэминя, и он бежал в Далянь, расположенный в находящейся под японской юрисдикцией Квантунской области. Когда в 1931 году Чжан Сюэлян взял под контроль провинцию Хэбэй, то Ван Кэминь вернулся в Пекин и получил пост в Пекинском финансовом комитете. В 1932 году он стал мэром Тяньцзиня. В 1935 году он стал членом гоминьдановского правительства провинции Хэбэй и вошёл в Хэбэйско-Чахарский политический совет.

### Японско-китайская война
После начала в 1937 году японо-китайской войны японская армия быстро оккупировала северный Китай, и начала устанавливать на оккупированной территории марионеточные режимы. 14 декабря 1937 года Ван Кэминь возглавил созданное японцами в Пекине Временное правительство Китайской республики. 30 марта 1940 года оно было формально слито с базирующимся в Нанкине Реформированным правительством Китайской республики, образовав прояпонское марионеточное правительство Китайской республики, однако фактически оно продолжало существовать до конца войны под названием «Северо-Китайский политический совет». Ван Кэминь сохранял пост председателя Северо-Китайского политического совета, одновременно заняв пост министра внутренних дел марионеточного правительства в Нанкине.

### Смерть
После капитуляции Японии Ван Кэминь был арестован властями Китайской республики, и обвинён в государственной измене. 26 декабря 1945 года он покончил жизнь самоубийством, не дожидаясь окончания судебного процесса.